# Graham Eadie
Pas d'image ? Cliquez ici

a Compétitions nationales et continentales officielles uniquement.

b Matchs officiels uniquement.
Graham Eadie, né le 25 novembre 1953 à Woy Woy (Australie), est un joueur et entraîneur australien de rugby à XIII évoluant au poste d'arrière ou de centre dans les années 1970 et 1980.

## Biographie
En club, il remporte à quatre reprises le titre de Championnat de Nouvelle-Galles du Sud avec Manly-Warringah en 1972, 1973, 1976 et 1978. Après une première retraite en 1983, il renoue avec le rugby à XIII en jouant trois saisons en Championnat d'Angleterre avec Halifax avec lequel il remporte le Championnat en 1986 et la Challenge Cup en 1987. Il est l'un des meilleurs arrières australiens et remporte avec la sélection d'Australie deux titres de Coupe du monde en 1975 et 1977, terminant lors de cette dernière meilleur marqueur d'essais en compagnie d'Allan McMahon. Il tente ensuite une carrière d'entraîneur sans succès.

## Palmarès
- Collectif :
  - Vainqueur de la Coupe du monde : 1975 et 1977 (Australie).
  - Vainqueur du Championnat de Nouvelle-Galles du Sud : 1972, 1973, 1976 et 1978 (Manly-Warringah).
  - Vainqueur du Championnat d'Angleterre : 1986 (Halifax).
  - Vainqueur de la Challenge Cup : 1987 (Halifax).
  - Finaliste du Championnat de Nouvelle-Galles du Sud : 1982 et 1983 (Manly-Warringah).
  - Finaliste de la Challenge Cup : 1988 (Halifax).
- Individuel :
  - Meilleur marqueur d'essais de la Coupe du monde : 1977 (Australie).
  - Meilleur marqueur de points du Championnat de Nouvelle-Galles du Sud : 1974, 1975 et 1976 (Manly-Warringah).
  - Élu meilleur joueur de la finale de la Challenge Cup : 1987 (Halifax).